# Spilosoma melli
Spilosoma melli är en fjärilsart som beskrevs av Daniel 1943. Spilosoma melli ingår i släktet Spilosoma och familjen björnspinnare. Inga underarter finns listade i Catalogue of Life.